# Giro di Romagna 1912
Il Giro di Romagna 1912, terza edizione della corsa, si svolse il 5 maggio 1912. 
Gli organizzatori, preoccupati del fatto che la lunghezza del percorso delle prime due edizioni (oltre 300 km) costringeva i ciclisti a stare sui pedali per un giorno interno e che tre salite costringevano molti corridori al ritiro, ridussero la lunghezza della corsa e fissarono in due il numero delle salite, confermando San Marino e il Monte Trebbio. Il nuovo percorso del Giro di Romagna misurava 297 km. Questo tracciato verrà confermato per moltissimi anni a venire.
Per la terza volta in tre edizioni fu alla partenza Luigi Ganna. Parteciparono anche Giovanni Gerbi, uno dei ciclisti più popolari dell'epoca, e il campione d'Italia Dario Beni. Tra i nomi nuovi, Costante Girardengo, da poco passato al professionismo. Per la prima volta, tra gli iscritti non figurò nessun straniero. 
Ganna fu costretto al ritiro per una caduta collettiva. Anche Gerbi cadde e si ritirò. La vittoria fu appannaggio di Dario Beni, che completò il percorso in 10h31'30", precedendo Ugo Agostoni e Pietro Aimo.
I corridori che partirono da Lugo la mattina del 5 maggio alle ore 6 furono 60, mentre coloro che tagliarono il traguardo furono 28.

## Ordine d'arrivo (primi 10)
| Pos. | Corridore         | Squadra    | Tempo     |
| ---- | ----------------- | ---------- | --------- |
| 1    | Dario Beni        | Bianchi    | 10h31'30" |
| 2    | Ugo Agostoni      | Peugeot    | s.t.      |
| 3    | Pietro Aimo       | Bianchi    | s.t.      |
| 4    | Pierino Albini    | Gerbi      | a 14'30"  |
| 5    | Mario Bruschera   | Bianchi    | a 15'15"  |
| 6    | Angelo Gremo      | Peugeot    | a 19'30"  |
| 7    | Alfonso Calzolari | L'italiana | a 22'30"  |
| 8    | Enrico Sala       | Goericke   | a 24'00"  |
| 9    | Emilio Chironi    | Stucchi    | a 25'00"  |
| 10   | Natale Bosco      | Legnano    | a 27'30"  |